# Дом занимательной науки
Дом занимательной науки — музей, открытый 15 октября 1935 года в Ленинграде с целью популяризации научных знаний среди детей и взрослых и закрытый 29 июня 1941 года, с началом Великой Отечественной войны.

## Открытие
Летом 1934 на Елагином острове, в ЦПКиО им. Кирова был открыт «Павильон занимательной науки». Затем павильон продолжил работу летом 1935, а 15 октября 1935 Дом занимательной науки (ДЗН) открылся на Фонтанке, д. 34 — в правом флигеле дворца Шереметьевых (Фонтанного дома). Здесь ДЗН просуществовал до начала Великой Отечественной войны, заняв к 1941 году большую часть здания и деля его с Главным управлением Севморпути.

## Организация
Основными создателями ДЗН были: Я. И. Перельман (он подготовил отделы физики, математики и астрономии), В. А. Камский — директор Комбината наглядной агитации и пропаганды (КНАП), Л. В. Успенский (отдел геологии и географии), художники А. Я. Малков и Б. Б. Вельте, и конструктор Н. Г. Тимофеев.
Директором музея стал В. А. Камский, научным руководителем — Перельман, а позже — Г. Г. Ленгауэр. Секретарем была Л. М. Мескина. В работе музея также принимал участие В. Д. Никольский.

Я представления не имею, на какие средства Камскому удалось создать ДЗН. Но, едва встав на ноги, Дом превратился в хозрасчетное учреждение, которое ни от кого не получало дотации, но росло, приносило доход, и немалый.

В методический совет ДЗН входили академики С. И. Вавилов, А. Ф. Иоффе, Д. С. Рождественский, А. Е. Ферсман, физики М. П. Бронштейн, Э. П. Халфин, астрономы В. И. Прянишников и Г. Г. Ленгауэр, оптик М. Л. Вейнгеров.

«Щупальца» Дома занимательной науки простирались далеко за его пределами. Сотрудники Дома усердно «экспортировали» занимательную науку. Лекторы ДЗН Б. И. Елуферьев, Э. П. Халфин, Ф. Я. Соболь и другие часто выступали на предприятиях, в школах, воинских частях. В ДЗН работало более полусотни кружков, в которых занимались учащиеся разных школ. Регулярно проводились математические, физические и географические олимпиады, конкурсы, диспуты. В районных Домах пионера и школьника устраивались уголки ДЗН.

## Экспозиция
«Предисловием» к ДЗН был и его двор. Прямо от великолепной чугунной решетки ворот на мостовой белой эмалевой краской нанесли широкую полосу. У её конца, возле входной двери, поставили каменный столбик с табличкой: «Собственный меридиан Дома занимательной науки. Координаты: 59°57' сев. широты, 30° 19' вост. долготы».

ДЗН пропагандировал науку в игровой форме, большинство экспонатов были интерактивными и наглядными (доска Гальтона, катапульта Гроховского, аэродинамическая труба, маятник Максвелла, двухметровая модель ракеты «по собственноручному эскизу Циолковского»).

Экспонаты, по глубокому убеждению Перельмана, должны быть доступны посетителю, их можно трогать, рассматривать со всех сторон, вникать в их устройство, наглядно видеть их конструкцию и осмысленно с ними работать. У экспонатов и приборов не должно быть категорических надписей: «Руками не трогать!», «За ограждение не заходить!».

В музее насчитывалось свыше 500 крупных экспонатов и множество мелких (диапозитивы, макеты, приборы, схемы и диаграммы). Все они были сгруппированы в четырёх отделах (1939):
- астрономии (с отделом метеорологии),
- географии (с отделом геологии),
- математики
- физики (с комнатой оптики).

В 1940 году были открыты отделы:
- Электричество
- Зал Жюля Верна.

Планировался зал занимательного языкознания.
Под потолком зала математических развлечений, вдоль четырёх стен помещения, было изображено 707 знаков числа {\displaystyle \pi }, вычисленные Уильямом Шенксом, из которых только первые 527 были верными. Ошибку Шенкса обнаружил один из первых компьютеров в 1948 году, уже после закрытия ДЗН.

## Закрытие
29 июня 1941 года музей был закрыт. На фронт ушли сотрудники: директор В. А. Камский, лекторы В. И. Прянишников и Л. В. Успенский, художник А. Я. Малков. В марте 1942 года на Волховском фронте погиб В. А. Камский, 16 марта умер в блокадном Ленинграде Я. И. Перельман.
Во время блокады экспозиция, по всей видимости, была полностью уничтожена. «Имеются сведения, что часть экспонатов ДЗН была эвакуирована на Урал, часть сдана на хранение в Управление культуры Ленгорсовета, остальное было закопано в саду Фонтанного дома».
В 1972 году журнал «Техника — молодёжи» опубликовал письмо учёных, призывавших возродить ДЗН.

## Публикации
Дом занимательной науки издавал серию миниатюрных (8×12 см) научно-популярных книжек по различным отраслям науки и техники. Всего вышло около 40 брошюр, каждая тиражом 100—200 тысяч экземпляров (даны ссылки на библиографические карточки РНБ):

### 1936
Дом занимательной науки. Планы тематических экскурсий. — Л.: ДЗН, 1936. 8 с. 1 000 экз.

### 1938
Астрономический календарь на 1939 г. — Л.: ДЗН, 1938.
Выездные вечера занимательной науки. Примерная тематика и планы лекций-бесед. — Л.: ДЗН, 1938. 31 с. 1 100 экз.

### 1939
Выездные вечера занимательной науки в 1939—1940 году. — Л.: ДЗН, 1939. 30 с.
Перельман Я. И. Геометрические головоломки со спичками. — Л.: ДЗН, 1939.
Ленгауэр Г. Г. Подвижная карта северного звездного неба. — Л.: ДЗН, 1939.
Миллион и миллиард. Числовые великаны 3-й пятилетки. — Л.: ДЗН, 1939. 16 с. 6 000 экз.
Перельман Я. И. Вечные двигатели. Почему они невозможны? — Л.: ДЗН, 1939.
Перельман Я. И. Дважды два — пять! (Математические софизмы). — Л.: ДЗН, 1939.
Перельман Я. И. Обманы зрения. — Л.: ДЗН, 1939.
Успенский Л. В. Как Ваше имя? Словарик имен. — Л.: ДЗН, 1939. 16 с. 200 000 экз.
Перельман Я. И. Арифметические фокусы.  — Л.: ДЗН, 1939. 16 с. 50 000 экз.

### 1940
Бронштейн М. П. Наука и оборона. Краткий (аннотир.) указатель литературы. — Л.: ДЗН, 1940. 12 с. 5 000 экз.
Восход и заход Солнца. (Номограмма). — Л.: ДЗН, 1940.
Дом занимательной науки. — Л.: ДЗН, 1940.
Дом занимательной науки. Выездные вечера занимательной науки. (Научно-популярные лекции и беседы.) 1940-41 г. — Л.: ДЗН, 1940.
Камский В. А. (ред.) 10 задач о подводной лодке. — Л.: ДЗН, 1940.
Камский В. А. (ред.) 10 задач о пушке. — Л.: ДЗН, 1940. 20 с. 100 000 экз.
Ленгауэр Г. Г. Фазы Луны на 100 лет. — Л.: ДЗН, 1940.
Ленгауэр Г. Г. Карманный солнечный компас-часы. — Л.: ДЗН, 1940. 4 с.
Мамаев Г. Н., Павлов Э. 10 задач о самолёте . — Л.: ДЗН, 1940. 20 с. 100 000 экз.
Перельман Я. И. Алгебра на клетчатой бумаге. — Л.: ДЗН, 1940.
Перельман Я. И. Задачи Эдисона. — Л.: ДЗН, 1940.
Перельман Я. И. Магические квадраты. — Л.: ДЗН, 1940.
Перельман Я. И. Найдите ошибку. (Геометрические софизмы). — Л.: ДЗН, 1940.
Перельман Я. И. Одним росчерком. (Вычерчивание фигур одной непрерывной линией). — Л.: ДЗН, 1940.
Сергеев Я. Из окна вагона. — Л.: ДЗН, 1940. (djvu)
Степанов П. П. Как была открыта Америка. — Л.: ДЗН. 1940.
Трехзначные логарифмы. — Л.: ДЗН, 1940.
Успенский Л. В. (сост.) Карта СССР (Альбом). — Л.: ДЗН, 1940.
Успенский Л. В. Что означает Ваше имя? Словарик имен. — Л.: ДЗН, 1940.

### 1941
Быков Б. Правда и ложь. Стихи-загадки. (Занимательная зоология). Худ. Н.Давиденков. — Л.: ДЗН, 1941. 12 с. 100 000 экз.
Выездные вечера занимательной науки. Научно-популярные лекции и беседы. — Л.: ДЗН, 1941. 40 с. 20 000 экз.
Дом занимательной науки. В помощь школе. — Л.: ДЗН, 1941.
Ленгауэр Г. Г. Карта Луны. — Л.: ДЗН, 1941. 10 с. 25 000 экз.
Перельман Я. И. Арифметические ребусы. — Л.: ДЗН, 1941.
Перельман Я. И. Арифметические фокусы. — Л.: ДЗН, 1941.
Перельман Я. И. Быстрый счет. 30 простых приемов устного счета. — Л.: ДЗН, 1941. (недоступная ссылка) 5 000 экз. (djvu)
Перельман Я. И. Геометрические головоломки со спичками. — Л.: ДЗН, 1941.
Перельман Я. И. Задумай число. Математический отгадчик. — Л.: ДЗН, 1941.
Перельман Я. И. Квадратура круга. — Л.: ДЗН, 1941. (недоступная ссылка) (djvu)
Перельман Я. И. Сильны ли Вы в арифметике? — Л.: ДЗН, 1941.
Перельман Я. И. Солнечные затмения. — Л.: ДЗН, 1941.
Перельман Я. И. Юный физик в пионерском лагере. — Л.: ДЗН, 1941. (недоступная ссылка) (djvu)
Перельман Я. И. Я знаю, как Вас зовут? Математический отгадчик имен. — Л.: ДЗН, 1941.
Признаки погоды. — Л.: ДЗН, 1941.
Прянишников В. И. Путешествие по глобусу. — Л.: ДЗН, 1941. 20 с. 100 000 экз.
Умей ориентироваться. — Л.: ДЗН, 1941.

## Видеозаписи
- В мире чудес. Киножурнал «Пионерия». 1936, № 1.
- Залы астрономии и физики. Союзкиножурнал. 13 апреля 1939, № 34.
- Из глубины веков. Киножурнал «Пионерия». 1941, № 7.